# Hydrocotyle dahlgrenii
Hydrocotyle dahlgrenii là một loài thực vật có hoa trong Họ Cuồng. Loài này được Rose & J.F. Macbr. mô tả khoa học đầu tiên năm 1931.